# Jorge da Costa
Jorge da Costa (ur. 1406 w Alpedrinha, zm. 18 września 1508 w Rzymie) – portugalski duchowny, kardynał.

## Życiorys
Pochodził z biednej rodziny. Przeznaczony do kariery duchownej, został wysłany na studia do Paryża. Po powrocie do Portugalii został proboszczem w Scalabo. Kiedy wybuchła epidemia dżumy, w Scalabo schronił się dwór królewski i dzięki temu Jorge zaczął piąć się w górę zarówno w karierze politycznej, jak i kościelnej. Początkowo był kapelanem i spowiednikiem córki królewskiej Katarzyny, rychło jednak stał się spowiednikiem i doradcą króla Alfonsa V oraz dziekanem kapituły katedralnej w Lizbonie. Służył przez krótki czas jako ambasador Portugalii w królestwie Kastylia.
6 marca 1463 wybrano go biskupem Évora. Krótko potem król wysłał go do Gibraltaru aby wynegocjował pokój z królem Kastylii Henrykiem IV. W nagrodę za spełnienie tej misji w listopadzie 1464 został arcybiskupem Lizbony (pozostał nim do 1500, gdy zrezygnował na rzecz brata Martinho da Costa). Przez wiele lat był pierwszym ministrem królestwa Portugalii. Na życzenie króla Alfonsa V papież Sykstus IV w 1476 mianował go kardynałem prezbiterem Santi Marcellino e Pietro. Pod koniec życia Alfonsa V jego znaczenie zmalało. Ponieważ nie mógł się porozumieć z odgrywającym coraz większą rolę następcą tronu Janem II, w 1480 wyjechał z Portugalii do Rzymu i przeszedł na służbę papieską. Sykstus IV i Innocenty VIII powierzali mu szereg misji dyplomatycznych (np. w 1484 był legatem a latere na negocjacje pokojowe państw włoskich w Wenecji). W styczniu 1486 został wybrany kamerlingiem Świętego Kolegium Kardynałów i sprawował tę funkcję co najmniej przez jedną kadencję. W 1491 awansował do rangi kardynała biskupa, otrzymując kolejno diecezje podmiejskie: Albano, Tusculum i Porto e Santa Rufina. W maju 1492 eskortował relikwię Świętej Włóczni z Narni do Rzymu. Na konklawe 1492 był wysuwany jako kandydat na papieża, jednak tiarę uzyskał wówczas Rodrigo Borgia. W latach 1495–1496 był komendatariuszem archidiecezji Genui, a w 1501–1505 administratorem archidiecezji Bragi. W 1497 należał do komisji kardynalskiej mającej przygotować projekt reformy Kościoła (nigdy nie wdrożono go w życie). Po wyborze papieża Juliusza II został jego następcą na stanowisku protektora zakonu franciszkanów, był też jego bliskim współpracownikiem i doradcą. W marcu 1507 zbudował na jego powitanie w Rzymie łuk triumfalny na Campo Marzio.
Kardynał da Costa był jednym z najbogatszych kardynałów swoich czasów – oprócz wymienionych powyżej diecezji posiadał także szereg innych beneficjów, m.in. był komendatariuszem 8 opactw benedyktyńskich, 6 cysterskich i 2 augustiańskich. Uzyskiwane stąd dochody przeznaczał na szlachetne cele. Zmarł w wieku 102 lat, do końca życia pozostając bardzo aktywnym człowiekiem.